# Sarotherodon occidentalis
Sarotherodon occidentalis es una especie de peces de la familia Cichlidae en el orden de los Perciformes.

## Morfología
Los machos pueden llegar alcanzar los 28,3 cm de longitud total.

## Distribución geográfica
Se encuentra en el río Casamance (Senegal) y el río Saint John (Liberia ).